# Santa Branca (ort)
Santa Branca är en ort i Brasilien.   Den ligger i kommunen Santa Branca och delstaten São Paulo, i den sydöstra delen av landet, 900 km söder om huvudstaden Brasília. Santa Branca ligger 648 meter över havet och antalet invånare är 8 659.
Terrängen runt Santa Branca är platt åt nordväst, men åt sydost är den kuperad. Runt Santa Branca är det ganska tätbefolkat, med 52 invånare per kvadratkilometer.. Närmaste större samhälle är Jacareí, 13,1 km nordväst om Santa Branca.
I omgivningarna runt Santa Branca växer i huvudsak städsegrön lövskog.